# Ulrik I. Eppenštajnski

Ulrik I. Eppensteinski (* cca. 1055; † 21. december 1121), včasih  imenovan tudi Ulrik III. Eppensteinski,  iz plemiške hiše  Eppensteincev je bil  opat v St. Gallenu (od leta 1077), protiopat v Samostanu Reichenau (1079) in kot Ulrik I. Oglejski patriarh (od leta 1086).
Ulrik je bil sin Markwart IV. Eppensteinski Liutbirge iz Plaina. Skupaj s svojimi brati  Liutold, Henrik in  Herman je bil v investiturnem boju dragocena podpora cesarju Henriku IV. v boju proti pristašem papeške stranke, zlasti hiše Rheinfelden in  Zähringer.
Septembra 1077 je kralj Henrik IV., ki je bil v sorodu s Ulrikom (skupen praded  Herman II. (Švabski)),  po izgonu Rudolfinskega opata Luitolda, imenoval svojega "sorodnika" še v njegovi mladosti za opata St. Gallena. Njegovi najmočnejši nasprotniki so bili opat samostana Reichenau, občasno škof iz Konstance, vojvoda Welf IV. Bavarski in Mejni grof Bertold von Zähringen. Poleg tega so bili proti njemu tudi plemiči Kiburški, Nelenburški in Togenburški. 
Ulrika so menihi prijazno sprejeli, čeprav ni bil pripadnik samostana in ga je imenoval kralj. V Alemaniji je bil edini pristas kraljeve stranke v investiturnem sporu  in je s soglasjem samostana uporabljal vojaške sile opatije St. Galena. Da bi zavaroval opatijsko lastnino, je zgradil več gradov. 
Ko je bil opat Ekkehart iz Reichenau leta 1079 na povratku s poti v Rim v bližini Parme ujet in zaprt in ko so se v Nemčiji razširile novice, da je mrtev, je cesar Henrik IV. na Veliko noč 1079 postavil opata Henrika iz St. Galla kot opata  v Reichenau. Sledila je leto trajajoča fevdalna vojna, ki jo je vodil Berthold II. von Zähringen in po vrnitvi opata Ekkeharta iz Reichenau z vedno večjim uspehom proti Ulriku, ki se je končno umaknil na grad Rachinstein. Zasežena je bila lastnina St. Galla na desnem bregu Rena, zato je bil samostan v taki stiski, da je moral delno prodati samostanski zaklad. 
Leta 1080 in 1081 je Ekkehart štirikrat poskusil, da bi prisilno vrnil opata Lutolda v St. Gallen. Šele leta 1083 je uspel uporabiti Reichenauskega meniha Werinharja v St. Gallenu, ki ga je namesto Lutolda imenoval "protikralj" Herman von Salm. Toda Ulrikovi uslužbenci so morali tako nadlegovati novega opata, da je ta leta 1086 prostovoljno odstopil od funkcije. Od takrat dalje je Ulrik ostal nesporen vodja opatije St. Gall.
Ulrik je bil leta 1079 postavljen za protiopata Reichenau-a, vendar ni mogel prevladati nad opatom Ekkehardom II. iz Nellenburga (1072-1088).
Leta 1086 je bil opatu Ulriku zaupan Oglejski patriarhat, kjer je imel njegov brat Henrik odvetništvo ter bil mejni grof Kranjske in Istre, medtem ko je bil brat Liutold poleg vojvodstva Koroške tudi mejni grof Verone. Leta 1086 je torej pridobil v last in vodenje tudi Oglejske patriarhije, tako da je  potem večinoma bival v Italiji in do konca ostal zvest zagovornik kraljeve stranke ter se ni nikoli pomiril z rimsko cerkvijo. 
Ulrik je v letu 1093 ponovno pridobil mejno grofijo Kranjsko od cesarja Henrika IV. in Ulrika II. Weimarskega in več samostanov v Istri, predvsem pa regalije Puljske škofije.  S tem zadnjim so pod Oglejskega patriarha prišli vsi istrski škofje. Ob teh menjavah se je moral njegov brat Henrik odpovedati koroškega vojvodskega naslova in s prehodom na Ulrika je Kranjska ostala v Eppensteinski družini. Ob smrti Ulrika II. Weimarskega (1102), je patriarh uveljavljal pravico do takrat izpraznjenega mesta mejnega grofa Istre, vendar je cesar namesto tega na to mesto postavi Engelberta II. Ortenburško-Sponheimskega. Ulrik je dobil ugodnosti in concesije ne samo od cesarja, temveč tudi od drugih, zlasti v Istri: na primer v letih 1101 in 1102 od Ulrika, sina istoimenskega mejnega istrskega grofa, in tudi od njegovega brata Henrika. Ko se je brat odrekel odvetništvu nad patriarhijo, je Ulrik lahko dal novemu odvetniku manj moči kot dotedaj. V naslednjih stoletjih so se vsi dokumenti nenehno sklicevali na ta dokument.
Leta 1112 je patriarh Ulrik spremljal cesarja med njegovo odpravo v Rim  in bil posrednik za sklenitev miru med cesarjem Henrikom in papežem Pashalom II. (ki so ga imeli kot zapornika). Za zvestobo, izkazano cesarju, ga je papež dvakrat izobčil.  Obnovil je mnoge cerkve, med drugim je cerkev Sv. Andreja zunaj obzidja Kopra, ki je bila del njegovega dednega posestva;  v samostanu Rožac je uvedel kanonična benediktinska pravila namesto pravil sv. Avguština in po tradiciji poslal prve menihe v novoustanovljeni samostan Milje (Milštat).
Patriarh Ulrik I. je spodbujal ustanavljanje samostanov, povzdignil v opatijo samostan v Rožacu (1090) in ustanovil samostan v Možacu (1119),  obnovil samostane Štivan v Devinu, Belligni in Podkloštru.